# 73-я гвардейская стрелковая дивизия
73-я гвардейская стрелковая Сталинградско-Дунайская Краснознамённая дивизия — воинское соединение РККА, принимавшее участие в Великой Отечественной войне в составе 7-й гвардейской армии, 57-й армии, 64-й армии.

## Награды и почётные наименования
- Почётное звание «Гвардейская» — присвоено приказом Народного комиссара обороны СССР № 104 от 1 марта 1943 года за проявленную отвагу в боях за Отечество с немецкими захватчиками, за стойкость, мужество, дисциплину и организованность.
- Почётное наименование «Сталинградская» — присвоено приказом Народного комиссара обороны СССР № 125 от 16 марта 1943 года — идя навстречу просьбам партийных и советских организаций Сталинградской области, за исключительные заслуги в освобождении города Сталинграда и Сталинградской области.
- Почётное наименование «Дунайская» — присвоено приказом Верховного Главнокомандующего № 01 от 6 января 1945 года за отличие в боях при форсировании реки Дунай и прорыв обороны противника 29 ноября 1944 года.
- орден Красного Знамени — награждена Указом Президиума Верховного совета СССР от 14 ноября 1944 года за образцовое выполнение заданий командования в боях с немецкими захватчиками, за освобождение города Белград и проявленные при этом доблесть и мужество.[1]

Награды частей дивизии:
- 209-й гвардейский стрелковый Абганеровский[2] ордена Богдана Хмельницкого[3] полк
- 211-й гвардейский стрелковый Басаргинский[2] орденов Богдана Хмельницкого[3] и Александра Невского[4] полк
- 214-й гвардейский стрелковый Воропоновский[2][5] ордена Богдана Хмельницкого[6] полк
- 153-й гвардейский артиллерийский Уразовский[2] ордена Кутузова[3] полк

## Состав
Новая нумерация частям дивизии присвоена 21 апреля 1943 года.
- 209-й гвардейский стрелковый полк
- 211-й гвардейский стрелковый полк
- 214-й гвардейский стрелковый полк
- 153-й гвардейский артиллерийский полк
- 80-й отдельный гвардейский истребительно-противотанковый дивизион
- 124-я отдельная гвардейская зенитная батарея (до 20 апреля 1943 года)
- 161-й пулемётный батальон (до 21 апреля 1943 года)
- 77-я отдельная гвардейская разведывательная рота
- 84-й отдельный гвардейский сапёрный батальон
- 104-й отдельный гвардейский батальон связи (до 7 декабря 1944 года — 104-я отдельная гвардейская рота связи)
- 583-й (78-й) отдельный медико-санитарный батальон
- 74-я отдельная гвардейская рота химической защиты
- 722-я (76-я) автотранспортная рота
- 658-я (75-я) полевая хлебопекарня
- 675-й (71-й) дивизионный ветеринарный лазарет
- 1705-я полевая почтовая станция
- 1101 -я полевая касса Государственного банка СССР

Перечень № 5 Стрелковых, горнострелковых, мотострелковых и моторизованных дивизий, входивших в состав действующей армии в годы Великой Отечественной войны 1941—1945 гг. / А. П. Покровский. — М.: Министерство обороны, 1956. — 218 с.

## Периоды вхождения в состав Действующей армии
- 1 марта 1943 года — 9 мая 1945 года

Перечень № 5 Стрелковых, горнострелковых, мотострелковых и моторизованных дивизий, входивших в состав действующей армии в годы Великой Отечественной войны 1941—1945 гг. / А. П. Покровский. — М.: Министерство обороны, 1956. — 218 с.

## Подчинение
| Дата             | Фронт (округ)        | Армия                 | Корпус                             | Примечания |
| ---------------- | -------------------- | --------------------- | ---------------------------------- | ---------- |
| 02.03.1943 года  | Воронежский фронт    | 64-я армия            | -                                  | -          |
| 01.04.1943 года  | Воронежский фронт    | 64-я армия            | -                                  | -          |
| 01.05.1943 года  | Воронежский фронт    | 7-я гвардейская армия | 25-й гвардейский стрелковый корпус | -          |
| 01.06. 1943 года | Воронежский фонт     | 7-я гвардейская армия | 25-й гвардейский стрелковый корпус | -          |
| 01.07. 1943 года | Воронежский фронт    | 7-я гвардейская армия | 25-й гвардейский стрелковый корпус | -          |
| 01.08.1943 года  | Степной фронт        | 7-я гвардейская армия | 25-й гвардейский стрелковый корпус | -          |
| 01.09.1943 года  | Степной фронт        | -                     | 76-й стрелковый корпус             | -          |
| 01.10.1943 года  | Степной фронт        | 7-я гвардейская армия | 24-й гвардейский стрелковый корпус | -          |
| 01.11.1943 года  | 2-й Украинский фронт | 7-я гвардейская армия | 25-й гвардейский стрелковый корпус | -          |
| 01.12.1943 года  | 2-й Украинский фронт | 7-я гвардейская армия | 25-й гвардейский стрелковый корпус | -          |
| 01.01.1944 года  | 2-й Украинский фронт | 57-я армия            | 64-й стрелковый корпус             | -          |
| 01.02.1944 года  | 2-й Украинский фронт | 57-я армия            | 64-й стрелковый корпус             | -          |
| 01.03.1944 года  | 3-й Украинский фронт | 57-я армия            | 64-й стрелковый корпус             | -          |
| 01.04.1944 года  | 3-й Украинский фронт | 57-я армия            | 64-й стрелковый корпус             | -          |
| 01.05.1944 года  | 3-й Украинский фронт | 57-я армия            | 64-й стрелковый корпус             | -          |
| 01.06.1944 года  | 3-й Украинский фронт | 57-я армия            | 64-й стрелковый корпус             | -          |
| 01.07.1944 года  | 3-й Украинский фронт | 57-я армия            | 64-й стрелковый корпус             | -          |
| 01.08.1944 года  | 3-й Украинский фронт | 57-я армия            | 64-й стрелковый корпус             | -          |
| 01.09.1944 года  | 3-й Украинский фронт | 57-я армия            | 64-й стрелковый корпус             | -          |
| 01.10.1944 года  | 3-й Украинский фронт | 57-я армия            | 64-й стрелковый корпус             | -          |
| 01.11.1944 года  | 3-й Украинский фронт | 57-я армия            | 64-й стрелковый корпус             | -          |
| 01.12.1944 года  | 3-й Украинский фронт | 57-я армия            | 64-й стрелковый корпус             | -          |
| 01.01.1945 года  | 3-й Украинский фронт | 57-я армия            | 64-й стрелковый корпус             | -          |
| 01.02.1945 года  | 3-й Украинский фронт | 57-я армия            | 64-й стрелковый корпус             | -          |
| 01.03.1945 года  | 3-й Украинский фронт | 57-я армия            | 64-й стрелковый корпус             | -          |
| 01.04.1945 года  | 3-й Украинский фронт | 57-я армия            | 64-й стрелковый корпус             | -          |
| 01.05.1945 года  | 3-й Украинский фронт | 57-я армия            | 64-й стрелковый корпус             | -          |

## Командиры
- Сафиулин, Ганий Бекинович, гвардии генерал-майор (март 1943 года — апрель 1943 года)
- Козак, Семён Антонович, гвардии генерал-майор (апрель 1943 года — декабрь 1943 года)
- Береговой, Николай Дмитриевич , гвардии полковник (декабрь 1943 года — январь 1944 года)
- Козак, Семён Антонович, гвардии генерал-майор (январь 1944 года — март 1945 года)
- Щербенко, Василий Иванович, гвардии полковник (март 1945 года — май 1945 года)

## Отличившиеся воины дивизии
Герои Советского Союза:
- Андреев, Филипп Михайлович, гвардии старший лейтенант, командир роты автоматчиков 214-го гвардейского стрелкового полка.
- Анищенко, Александр Михайлович, гвардии сержант, командир миномётного расчёта 209-го гвардейского стрелкового полка.
- Балмагамбетов, Махаш, гвардии сержант, командир отделения гвардейского отдельного учебного батальона.
- Бельгин, Андрей Антонович, гвардии капитан, командир батальона 214-го гвардейского стрелкового полка.
- Бойко, Иван Иванович, гвардии старший сержант, командир отделения 84-го гвардейского отдельного сапёрного батальона.
- Воронов, Алексей Григорьевич, гвардии подполковник, начальник политотдела дивизии.
- Гриб, Иван Евдокимович, гвардии младший лейтенант, командир взвода пулемётной роты гвардейского отдельного учебного батальона.
- Давиденко, Василий Иванович, гвардии подполковник, командир 214-го гвардейского стрелкового полка.
- Драгунов, Николай Петрович , гвардии красноармеец, разведчик 77-й гвардейской отдельной разведывательной роты.
- Ерещенко, Николай Ефимович, гвардии старшина, старшина роты 214-го гвардейского стрелкового полка.
- Жаксыгулов, Садык Шакелович, гвардии младший сержант, командир миномётного расчёта 209-го гвардейского стрелкового полка.
- Зайцев, Иван Николаевич, гвардии майор, начальник штаба 209-го гвардейского стрелкового полка.
- Запорожченко, Григорий Андреевич, гвардии старший сержант, командир отделения связи 104-й гвардейской отдельной роты связи.
- Засядко, Владимир Алексеевич, гвардии старший лейтенант, начальник артиллерии 209-го гвардейского стрелкового полка.
- Зорин, Сергей Петрович, гвардии сержант, командир отделения связи 214-го гвардейского стрелкового полка.
- Илясов, Иван Васильевич, гвардии капитан, командир роты 214-го гвардейского стрелкового полка.
- Козак, Семён Антонович, гвардии генерал-майор, командир дивизии. Дважды Герой Советского Союза.
- Коньков, Геннадий Гаврилович, гвардии красноармеец, пулемётчик гвардейского отдельного учебного батальона.
- Котельников, Яков Степанович, гвардии сержант, командир орудия 209-го гвардейского стрелкового полка.
- Левицкий, Давид Иванович, гвардии старший сержант, замковый 80-го гвардейского отдельного истребительно-противотанкового дивизиона.
- Лозов, Василий Савельевич, гвардии сержант, командир орудия 80-го гвардейского отдельного истребительно-противотанкового дивизиона.
- Лычаков, Степан Александрович, гвардии старший сержант, командир орудия 80-го гвардейского отдельного истребительно-противотанкового дивизиона.
- Маресева, Зинаида Ивановна, гвардии старший сержант медицинской службы, санинструктор санитарного взвода 214-го гвардейского стрелкового полка.
- Микаелян, Гедеон Айрапетович, гвардии подполковник, командир 209-го гвардейского стрелкового полка.
- Мусин, Василий Петрович, гвардии лейтенант, командир взвода автоматчиков 211-го гвардейского стрелкового полка.
- Нечаев, Виктор Николаевич, гвардии красноармеец, сапёр-разведчик 84-го гвардейского отдельного сапёрного батальона.
- Отставнов, Алексей Иванович, гвардии младший лейтенант, командир взвода 77-й гвардейской отдельной разведывательной роты.
- Пигин, Иван Фёдорович, гвардии капитан, командир 4-й роты 2-го батальона 214-го гвардейского стрелкового полка.
- Попов, Александр Григорьевич, гвардии майор, начальник штаба 209-го гвардейского стрелкового полка.
- Пуха, Николай Тимофеевич, гвардии старший лейтенант, командир батареи 153-го гвардейского артиллерийского полка.
- Севостьянов, Сергей Фёдорович, гвардии майор, командир 211-го гвардейского стрелкового полка.
- Соболев, Семён Григорьевич, гвардии старший лейтенант, командир миномётной роты 214-го гвардейского стрелкового полка.
- Старыгин Александр Васильевич, гвардии сержант, миномётчик гвардейского отдельного учебного батальона.
- Ткаченко, Никанор Корнеевич, гвардии майор, заместитель по политической части командира 211-го гвардейского стрелкового полка.
- Ященко, Николай Иванович, гвардии майор, командир 214-го гвардейского стрелкового полка.

 Кавалеры ордена Славы трёх степеней.
- Цыбарев, Анатолий Николаевич, гвардии рядовой, разведчик 77-й отдельной гвардейской разведывательной роты. Указ Президиума Верховного Совета СССР от 23 марта 1945 года.